# 小行星9372
小行星9372（英語：9372 Vamlingbo）是一颗围绕太阳公转的小行星。1993年3月19日，烏普薩拉－ESO小行星及彗星巡天在拉西拉天文台发现了此天体。
这颗小行星的绝对星等为347.3128317978769等。